# Marie-Anne Lenormand
Marie-Anne Adélaïde Lenormand, född 27 maj 1772 i Alencon, död 25 juli 1843 i Paris, var en fransk författare och professionell siare, den mest namnkunniga kartomantikern i Frankrikes historia. Hon var aktiv i nästan ett halvt sekel och hade många berömda kunder, som ledarna under den franska revolutionen, kejsarinnan Joséphine och tsar Alexander I av Ryssland. Hon publicerade en del skrifter som var kontroversiella i samtiden.

## Biografi
Marie-Anne Lenormand växte upp i ett nunnekloster av benediktinerorden i Alencon, där hon fick sin utbildning. Från sju års ålder blev hon bland skolkamrater och lärare känd för att göra förutsägelser. Efter att hon år 1781 vid nio års ålder korrekt hade förutsagt vem som skulle bli klostrets nästa abbedissa blev hon också trodd. År 1790 flyttade hon till Paris, där hon livnärde sig som tvätterska. 
Hon lärde sig att spå i kort av en professionell spådam, Madame Gilbert, och 1793 öppnade hon sin verksamhet som spåkvinna i eget kontor. Hon fängslades under skräckväldet eftersom hon bedömdes som politiskt farlig, men frigavs 1794. Fängelsestraffet hade gjort bra reklam för henne, och hon blev efter denna tid en populär siare. Efter kejsarinnan Josephine blivit hennes stamkund kunde hon inrätta ett nytt kontor på rue de Tournon 5 i Faubourg Saint-Germain. Hon tjänade en förmögenhet och blev kallad "Sibyllan på Faubourg Saint-Germain". Lenormand använde sig normalt av tarotkort och hade ett klientel från alla samhällskretsar.  
Napoleon I lät fängsla henne för politiska förutsägelser 1803 och 1809, något som bara gjorde reklam för hennes verksamhet. Privat var Lenormand Bourbon-anhängare och hälsade restaurationen 1814 med entusiasm. År 1820 lämnade hon Frankrike i protest mot den konservativa politiken, och året därpå arresterades hon i Bryssel misstänkt för spioneri. Hon anklagades för att ha erbjudit sig att agera politisk rådgivare under Kongressen i Aix-la-Chapelle. Lenormand frigavs 1830 och återvände då till Paris, men var i fortsättningen enbart verksam privat. 

## Verk
- Les souvenirs prophétiques d'une sibylle sur les causes secrétes de son arrestation - Paris (1814)
- Anniversaire de la mort de l'impératrice Josephine (1815)
- La sibylle au tombeau de Louis XVI (1816)
- Les oracles sibyllins ou la suite des souvenirs prophétiques - Paris (1817)
- La sibylle au congrès d'Aix-la-Chapelle (1819)
- Mémoires historiques et secrets de l'impératrice Joséphine, Marie-Rose Tascher-de-la-Pagerie, première épouse de Napoléon Bonaparte - Paris (1820)
- Mémoire justificatif présenté par Mlle Le Normand (1821)
- Cri de l'honneur (1821)
- Souvenirs de la Belgique - Cent jours d'infortunes où le procès mémorable (1822)
- L'ange protecteur de la France au tombeau de Louis XVIII (1824)
- L'ombre immortelle de Catherine II au tombeau d'Alexandre Ier (1826)
- L'ombre de Henri IV au palais d'Orléans (1830) (107 pages)
- Le petit homme rouge au château des Tuileries - Paris (1831) (107 pages)
- Manifeste des dieux sur les affaires de France (1932) (60 pages)
- Arrêt suprême des dieux de l'Olympe en faveur de Mme. la duchesse de Berry et de son fils (1833)